# Monster (canción de Exo)
«Monster» es un sencillo digital grabado por la boy band surcoreana EXO para su tercer álbum de estudio EX'ACT. Fue publicada el 8 de junio de 2016 en dos idiomas, coreano y mandarín. La canción está incluida como segundo sencillo del álbum.

## Antecedentes y lanzamiento

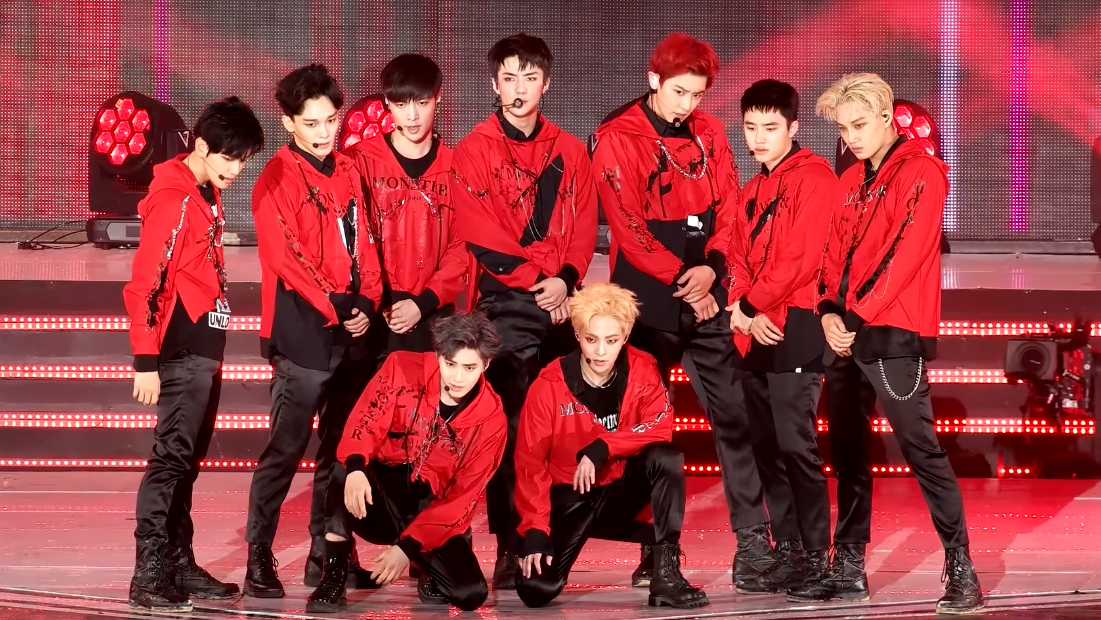
Integrantes del grupo EXO interpretando la canción en un concierto

Escrita y compuesta por Kenzie y LDN Noise, «Monster» se describe como una canción «oscura e intensa» de medio tiempo con letras acerca de un hombre que «se fija de forma excesiva en su enamorada». La canción es el segundo sencillo de EX'ACT, el otro es «Lucky One», y se publicó junto con el álbum el 9 de junio de 2016. EXO comenzó a presentar la canción en varios programas musicales de Corea del Sur.

## Vídeo musical
Los vídeos en coreano y mandarín de «Monster» fueron lanzados una hora después de la canción en sí. Aparte de las interpretaciones de EXO de la canción realizaron varios ajustes, los vídeos también representan a los miembros como rebeldes que fueron violentamente golpeados para luego ser capturados dentro de un vehículo de presos conducido por Baekhyun, quien se disfrazó como el conductor. La versión coreana fue el cuarto video de K-pop más visto en YouTube en 2016. Un vídeo musical adicional mostrando exclusivamente la coreografía del sencillo se publicó el 15 de junio de 2016.

## Recepción
«Monster» encabezó Gaon Digital Chart de Gaon Chart y la lista Billboard World Digital Songs. La canción ganó el primer lugar nueve veces en total en los programas musicales de Corea del Sur y fue la canción más premiada de un grupo de chicos en 2016. Fue nominada a la Canción del Año en el 2016 Mnet Asian Music Awards y fue nombrada la segunda y tercer mejor canción de K-pop en 2016 por Dazed y Billboard, respectivamente.

## Posicionamiento en listas
| Lista (2016)                       | Posición |
| ---------------------------------- | -------- |
| Corea del Sur (Gaon)               | 1        |
| US World Digital Songs (Billboard) | 1        |
| Japan Hot 100 (Billboard)          | 9        |

| Lista (2016)         | Posición |
| -------------------- | -------- |
| Corea del Sur (Gaon) | 60       |

## Ventas
| País                  | Ventas  |
| --------------------- | ------- |
| Corea del Sur (Gaon)  | 789 078 |
| Estados Unidos (RIAA) | 6000    |